# Ulbeek
Ulbeek is een dorp in de Belgische provincie Limburg en een deelgemeente van Wellen, het was een zelfstandige gemeente tot aan de gemeentelijke herindeling van 1977.
Ulbeek ligt in het westen van de gemeente Wellen. Het grondgebied van de deelgemeente grenst in het zuiden aan Borgloon, in het westen aan Sint-Truiden en in het noorden aan Alken.
Het dorp is ontstaan als een driesdorp op een kleine verhoging in het landschap nabij de Spaasbeek. Op de Ferrariskaarten is te zien dat het centrale plein tot in de tweede helft van de achttiende eeuw een driehoekige vorm had. In de Atlas der Buurtwegen (1844) had de dries een rechthoekige vorm die tot op heden bewaard is gebleven. De drinkpoel die oorspronkelijk langs het plein lag, is echter verdwenen.
De historische bebouwing omvat een kleine kern rond de dries die bestaat uit enkele langgevelboerderijen en vierkantshoeves. Daarnaast liggen er ook verscheidene hoeves verspreid over het grondgebied van Ulbeek.
Door lintbebouwing langs verschillende invalswegen heeft de oude kern zich in verschillende richtingen uitgebreid. Ten westen van de dorpskern is op gronden die deel uitmaakten van het kasteeldomein Trockaert de nieuwe woonwijk Smisveld gebouwd.
Ongeveer tweeënhalve kilometer ten noordwesten van de dorpskom bevindt zich het gehucht Beurs. Voorts ligt ook een klein deel van de bebouwing van het gehucht Tereiken op het grondgebied van Ulbeek.

## Etymologie
Etymologisch gezien zou de naam van het dorp afgeleid zijn van het Oudnederlandse hul of hil. De naam zou zo verklaard kunnen worden als 'heuvel bij de beek'.

## Geschiedenis
In de omgeving van Ulbeek werden bij opgravingen werktuigen gevonden die dateren uit de prehistorie. In de Romeinse tijd lag het tracé van de heirbaan die Tongeren verbond met Toxandrië in de buurt van Ulbeek. Daarnaast werden ook tal van voorwerpen gevonden die wijzen op Romeinse bebouwing.
In 1067 werd het allodiaal goed Ulbeek gekocht door Dietwin, de toenmalige prins-bisschop van Luik die het goed schonk aan het Onze-Lieve-Vrouwekapittel van Hoei. Tot in de achttiende eeuw vertrouwde het kapittel de voogdij over Ulbeek toe aan verscheidene adellijke families. Hierdoor werd in Ulbeek Luiks recht gesproken.
Op het grondgebied van Ulbeek bevonden zich eveneens het allodiaal goed Trockaert en het Loonse leen Langdries, beiden bezit van de familie Langdries.
In de nasleep van het Beleg van Maastricht werd Ulbeek in 1580 geplunderd door Spaanse troepen die gelegerd waren in de vestingstad Zoutleeuw.
Kapitein voor de VOC Tournaye (1732-1788) uit Tongeren kocht in 1766 het kasteel Trockaert. Hij was rijk teruggekeerd uit Ceylon, waar hij mede de hoofdstad Kandy had veroverd.
Nadat de streek in 1795 door Frankrijk werd geannexeerd, werd Ulbeek een onafhankelijke gemeente. Het gehucht Beurs dat voorheen tot Hoepertingen behoorde, werd ondergebracht in de nieuwe gemeente. Bij de fusie van Belgische gemeenten in 1977 wordt Ulbeek aangehecht bij Wellen.

## Demografische ontwikkeling
- Bronnen:NIS, Opm:1831 tot en met 1970=volkstellingen; 1976 = inwoneraantal op 31 december

## Bezienswaardigheden
- De voormalige classicistische Sint-Rochuskerk uit 1716 met kerkhof. De kerk werd in 1810 en 1844 vergroot en in 1888 volledig gerestaureerd. In 1938 werd er even verderop een nieuwe kerk gebouwd. De voormalige Sint-Rochuskerk, die sindsdien ontwijd is en niet meer gebruikt wordt als kerk, is sinds 2004 samen met het kerkhof beschermd als monument. Het gebouw, gerestaureerd en gerenoveerd tot overdekte begraafplaats, won in 2012 de Vlaamse Monumentenprijs.
- De Nieuwe Sint-Rochuskerk, een bakstenen zaalkerk uit 1938.
- Het historische dorpsplein, waaraan de oude kerk ligt, is sinds 2004 beschermd als dorpsgezicht. De dries werd als basis gebruikt voor de opbouw van het Haspengouws dorp in het openluchtmuseum van Bokrijk
- De voormalige Sint-Rochusbrouwerij Hayen bestaat uit een herenhuis en het brouwerijgebouw dat in 1891 werd gebouwd. De brouwerij bestond reeds in 1844 en bleef in dienst tot in 1936. In 2002 werd het geheel beschermd als monument en de omgeving ervan als dorpsgezicht.
- Het classicistische Kasteel Trockaert met een oude kern uit de 17de eeuw. Het kasteel heeft een Franse tuin.
- Ulbeca is de naam van het streekmuseum in Ulbeek.

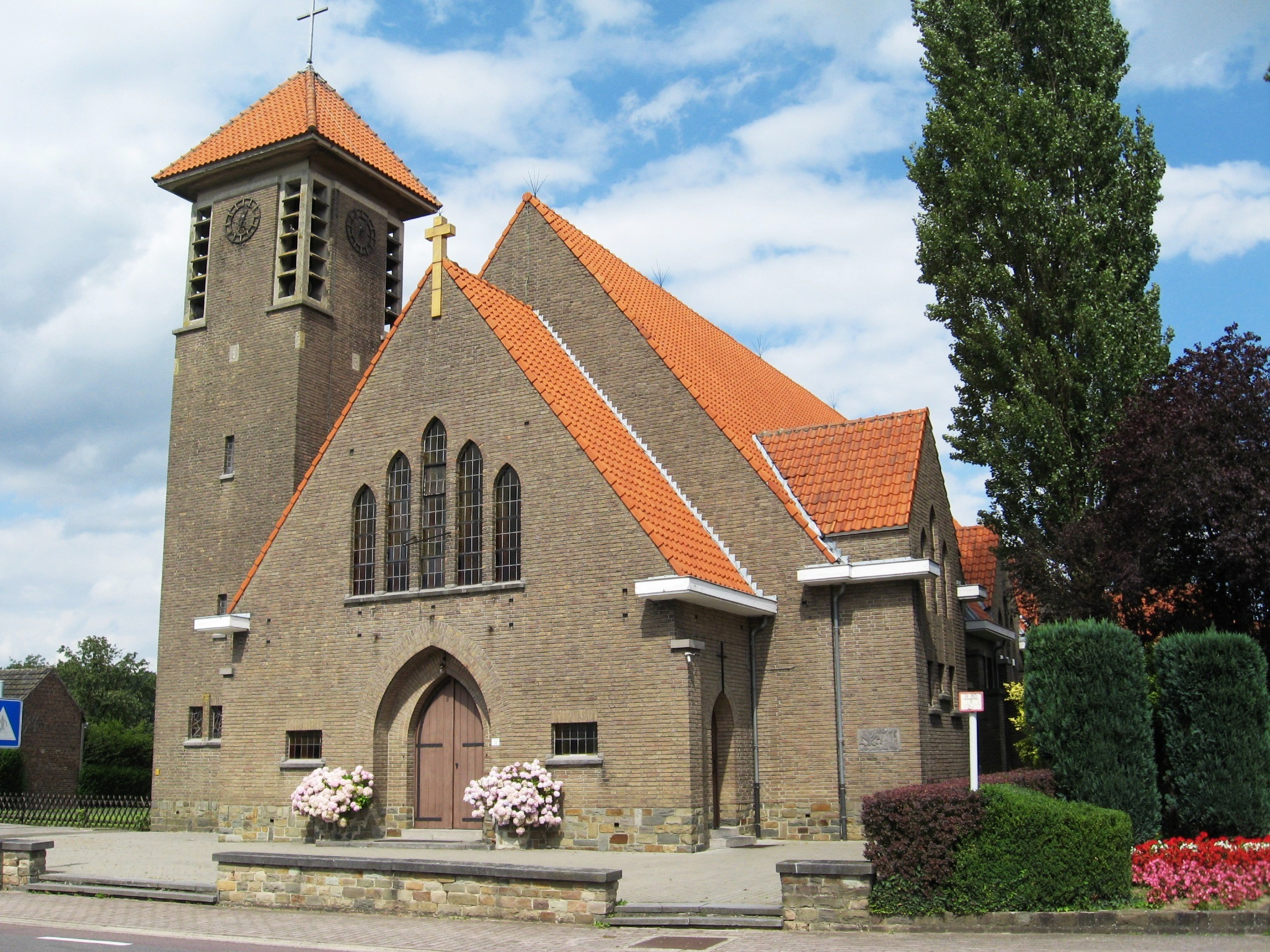
De nieuwe Sint-Rochuskerk
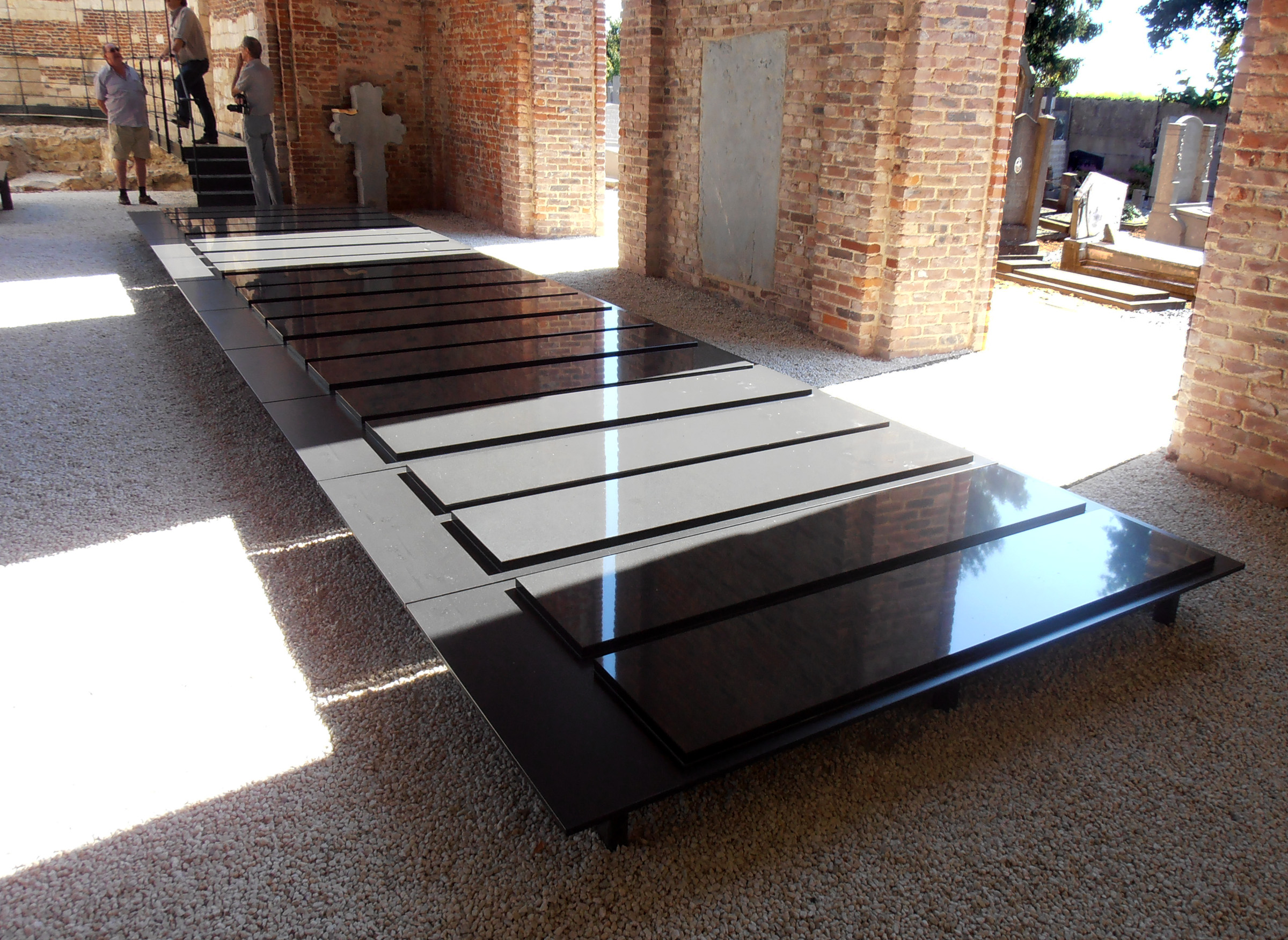
Geconstrueerde grafzerken in de voormalige Sint-Rochuskerk
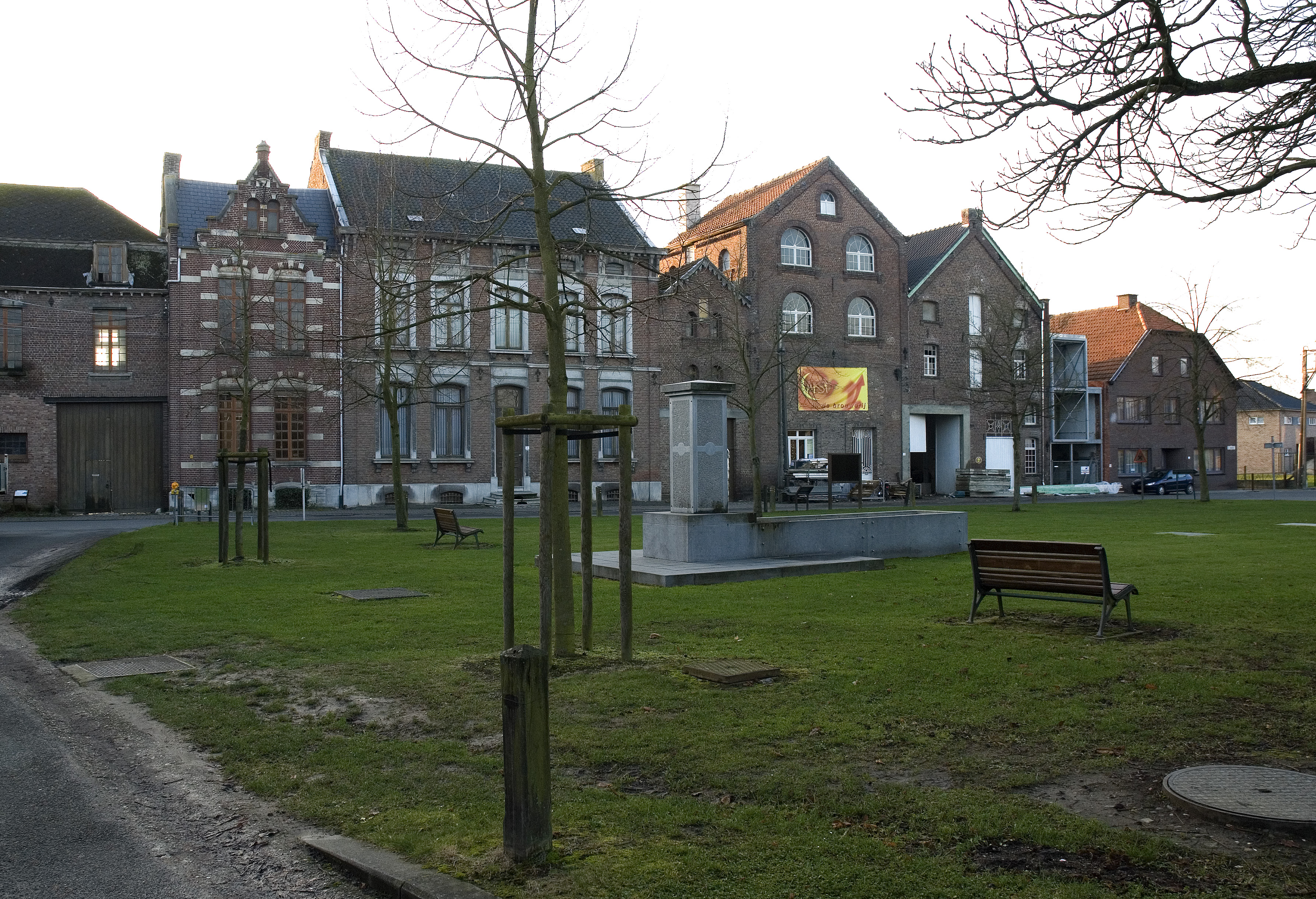
Brouwerij Hayen
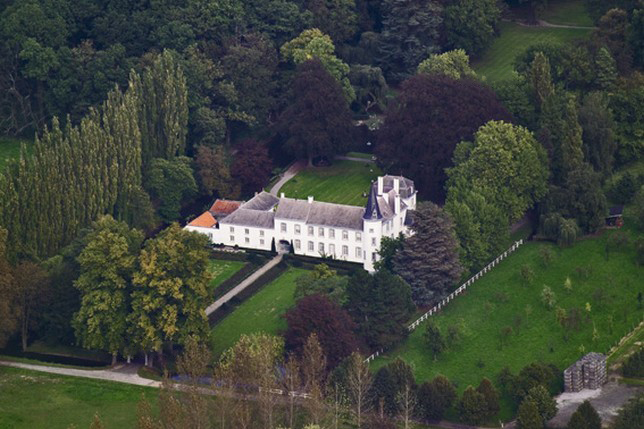
Kasteel Trockaert

## Natuur en landschap
Ulbeek is gelegen in Vochtig-Haspengouw waardoor het reliëf minder uitgesproken is dan in Droog-Haspengouw. De hoogte in Ulbeek varieert tussen de 47 en 63 meter. De vruchtbare gronden rondom het dorp zijn geschikt voor fruitteelt en in mindere mate akkerbouw.
Door de deelgemeente loopt de waterscheidingslijn tussen de Herk en de Melsterbeek. Zowel de Eigenbeek als de Oude Beek ontspringen in Ulbeek en stromen vervolgens in westelijke richting waar ze, op het grondgebied van Sint-Truiden in Melsterbeek vloeien. De Spaasbeek en Vloedgracht ontspringen eveneens in Ulbeek. Deze beken stromen in oostelijke richting en monden ten oosten van Russelt uit in de Herk.
Nabij de oevers van de Eigenbeek en de Oude Beek bevindt zich het natuurgebied Ulbeekse Bossen. Dit gebied wordt deels beheerd door Limburgs Landschap vzw en bestaat uit afzonderlijke bosgebieden die vroeger deel uitmaakten van een groter boscomplex. Men vindt er onder andere bosanemoon, kruipend zenegroen, ruig viooltje, gewone salomonszegel en gevlekte aronskelk.
In de vallei van de Spaasbeek ligt het kasteelpark Trockaert. Het domein beschikt over een Franse tuin die overgaat in een loofbos. In de omgeving van het kasteel bevinden zich vochtige graslanden en hoogstamboomgaarden.

## Nabijgelegen kernen
Wellen, Herten, Alken, Sint-Joris, Russelt